# کد.ارگ
کد.اُرگ (به انگلیسی: Code.org)، یک سازمان ناسودبر و وب‌گاهی با همین نام است که توسط هادی و علی پرتوی مدیریت می‌شود. هدف این سازمان تشویق مردم و به‌ویژه دانش‌آموزان دبستانی به یادگیری علوم رایانه است. وب‌گاه کد.اُرگ شامل درس‌های رایگان برای آموزش برنامه‌نویسی است و سازمان نیز مدرسه‌هایی را هدف قرار داده و آن‌ها را ترغیب به قرار دادن کلاس‌های مربوط به علوم کامپیوتر در فهرست دروس خود می‌کند. آن‌ها در نهم دسامبر سال ۲۰۱۳ میلادی در هفتهٔ علوم کامپیوتر چالش زنگ برنامه‌نویسی ۲۰۱۳ (به انگلیسی: Hour of Code) را برای پیشرفت علم رایانه در هفته علوم رایانه در آمریکا برگزار کردند.

## اهداف
براساس گفتهٔ خود وب‌گاه، اهداف زیر جزو مهم‌ترین هدف‌های این سازمان است:
- فراهم کردن کلاس علوم رایانه برای کودکان زیر ۱۲ سال
- نشان دادن موفقیت برنامه‌های آموزشی آنلاین در کلاس‌های عمومی
- تغییر برنامه درسی تمامی ایالات آمریکا در جهت قرار گرفتن علوم رایانه به‌عنوان یکی از درس‌های اصلی

## تاریخچه

### آغاز و انتشار اولین ویدئو
کد.اُرگ در ژانویه سال ۲۰۱۳ میلادی، توسط هادی و علی پرتوی با هدف در دسترس قرار دادن برنامه‌نویسی برای همگان به‌راه افتاد. تمرکز اولیه آن‌ها بر روی ایجاد یک پایگاه داده از تمامی کلاس‌های علوم کامپیوتر در آمریکا بود. افتتاح کد.اُرگ توسط چندین خبرگزاری برخط تکنولوژی مانند تک‌کرانچ و گیکوسیستم پوشش داده شد. در اواخر ماه فوریه ۲۰۱۳، یک ماه پس از آغاز به کار، این سازمان اقدام به انتشار ویدئویی کرد که در آن افرادی مانند مارک زاکربرگ، بیل گیتس، جک دورسی و تعدادی دیگر از برنامه‌نویسان و سرمایه‌داران مطرح در مورد اهمیت یادگیری برنامه‌نویسی صحبت می‌کنند. این ویدئو نیز در بسیاری از شبکه‌های خبری پوشش داده شد.